# Снежнянский городской совет
 Снежнянский городской совет — одна из административно-территориальных единиц в составе Донецкой области. Входит в состав Торезской агломерации.

## Состав
На 2019 год
Снежнянский городской совет — 68 059 чел.
- город Снежное — 46 377 чел.
- пгт Андреевка — 2 135 чел.
- пгт Горняцкое — 1 158 чел.
- пгт Бражино — 312 чел.
- пгт Лиманчук — 889 чел.
- пгт Никифорово — 355 чел.
- пгт Залесное — 2 399 чел.
- пгт Первомайский — 2 793 чел.
- пгт Первомайское — 501 чел.
- пгт Победа — 542 чел.
- пгт Северное — 9 868 чел.
- Сельское население – 730 чел.

Всего — 1 город, 10 пгт (5 поссоветов), а также сельское население.

## История
17 июля 2020 года территория Снежнянского горсовета присоединена к новому Горловскому району. Однако из-за контроля Донецкой Народной Республики над ним реализовать это невозможно.

## Экономика
Добыча каменного угля (ГП «Снежноеантрацит»), машиностроение (Снежнянский завод химического машиностроения — «Снежнянскхиммаш», «Снежнянский машиностроительный завод», ООО «Восток-Инвест»).